# Aleuropteryx iberica
Aleuropteryx iberica is een insect uit de familie van de dwerggaasvliegen (Coniopterygidae), die tot de orde netvleugeligen (Neuroptera) behoort. 
De wetenschappelijke naam Aleuropteryx iberica is voor het eerst geldig gepubliceerd door Monserrat in 1977.